# Майдан Перемоги (Сіверськодонецьк)
Майда́н Перемо́ги — найбільший майдан Сіверськодонецька. Розташований на перетині Центрального і Гвардійського проспектів.